# Club Atlético River Plate 2015
Questa voce raccoglie le informazioni riguardanti il River Plate nelle competizioni ufficiali della stagione 2015.

## Maglie e sponsor
Il fornitore tecnico per il 2015 è Adidas, mentre lo sponsor ufficiale è BBVA.
| 1ª divisa | 2ª divisa | 3ª divisa |

## Rosa
| N. |                      | Ruolo | Calciatore               |
| -- | -------------------- | ----- | ------------------------ |
| 1  | Argentina (bandiera) | P     | Marcelo Barovero         |
| 2  | Argentina (bandiera) | D     | Jonathan Maidana         |
| 3  | Colombia (bandiera)  | C     | Éder Álvarez Balanta     |
| 4  | Argentina (bandiera) | D     | Guido Rodríguez          |
| 5  | Argentina (bandiera) | C     | Matías Kranevitter       |
| 7  | Uruguay (bandiera)   | A     | Rodrigo Mora             |
| 8  | Uruguay (bandiera)   | C     | Carlos Andrés Sánchez    |
| 10 | Argentina (bandiera) | C     | Gonzalo Nicolás Martínez |
| 11 | Argentina (bandiera) | A     | Javier Saviola           |
| 13 | Argentina (bandiera) | A     | Lucas Alario             |
| 14 | Argentina (bandiera) | C     | Augusto Solari           |
| 15 | Argentina (bandiera) | A     | Leonardo Pisculichi      |
| 17 | Argentina (bandiera) | D     | Pablo Carreras           |
| 18 | Uruguay (bandiera)   | C     | Camilo Mayada            |
| 19 | Uruguay (bandiera)   | A     | Tabaré Viudez            |
| 21 | Argentina (bandiera) | A     | Leonel Vangioni          |
| 22 | Argentina (bandiera) | C     | Nicolás Bertolo          |

| N. |                      | Ruolo | Calciatore            |  |
| -- | -------------------- | ----- | --------------------- |  |
| 23 | Argentina (bandiera) | C     | Leonardo Ponzio       |  |
| 24 | Argentina (bandiera) | D     | Emanuel Mammana       |  |
| 25 | Argentina (bandiera) | D     | Gabriel Mercado       |  |
| 26 | Argentina (bandiera) | C     | Lucas Martínez Quarta |  |
| 27 | Argentina (bandiera) | C     | Lucho González        |  |
| 28 | Argentina (bandiera) | D     | Leandro Vega          |  |
| 31 | Argentina (bandiera) | A     | Lucas Boyé            |  |
| 32 | Argentina (bandiera) | A     | Sebastián Driussi     |  |
| 26 | Argentina (bandiera) | P     | Julio Chiarini        |  |
| 36 | Argentina (bandiera) | A     | Franco López          |  |
| 37 | Ecuador (bandiera)   | C     | Abel Casquete         |  |
| 38 | Argentina (bandiera) | C     | Lautaro Arellano      |  |
| 39 | Argentina (bandiera) | C     | Nicolás Godoy         |  |
| 41 | Argentina (bandiera) | P     | Nicolás Francese      |  |
| 42 | Argentina (bandiera) | P     | Augusto Batalla       |  |
|    | Argentina (bandiera) | D     | Luciano Abecasis      |  |
|    | Argentina (bandiera) | D     | Milton Casco          |  |

## Risultati

### Coppa Libertadores

#### Finale
| San Nicolás de los Garza 29 luglio 2015, ore 20:00 | Tigres UANL     | 0 – 0 | River Plate | Estadio Universitario (40 000 spett.)\| Arbitro: \| Arias Alvarenga \| |
| Arbitro:                                           | Arias Alvarenga |       |             |                                                                        |

| Arbitro: | Ubriaco |

|                                              |           |  |
| Alario 45’ Sánchez 75’ (rig.) Funes Mori 79’ | Marcatori |  |

### Coppa del mondo per club FIFA

#### Semifinale
| Arbitro: | Eriksson |

|  |           |            |
|  | Marcatori | 73’ Alario |

#### Finale
| Arbitro: | Faghani |

|  |           |                           |
|  | Marcatori | 37’ Messi 49’, 68’ Suárez |